# Список населённых пунктов Холмского района Новгородской области
Список населённых пунктов Холмского муниципального района Новгородской области
| Вид     | Наименование               | муниципальное образование до апреля 2010 года |
| ------- | -------------------------- | --------------------------------------------- |
| деревня | Алешня                     | Морховское сельское поселение                 |
| деревня | Аполец                     | Тогодское сельское поселение                  |
| деревня | Бабино                     | Красноборское сельское поселение              |
| деревня | Барсуки                    | Красноборское сельское поселение              |
| деревня | Батутино                   | Морховское сельское поселение                 |
| деревня | Беззабочая                 | Находское сельское поселение                  |
| деревня | Бобовище                   | Находское сельское поселение                  |
| деревня | Бобяхтино                  | Морховское сельское поселение                 |
| деревня | Богданово                  | Морховское сельское поселение                 |
| деревня | Болдашево                  | Морховское сельское поселение                 |
| деревня | Большое Ельно              | Морховское сельское поселение                 |
| деревня | Борисово                   | Красноборское сельское поселение              |
| деревня | Борисово                   | Находское сельское поселение                  |
| деревня | Борок                      | Тогодское сельское поселение                  |
| деревня | Бредняги                   | Морховское сельское поселение                 |
| деревня | Будьково                   | Морховское сельское поселение                 |
| деревня | Василёво                   | Морховское сельское поселение                 |
| деревня | Ветно                      | Красноборское сельское поселение              |
| деревня | Власково                   | Красноборское сельское поселение              |
| деревня | Высокое                    | Красноборское сельское поселение              |
| деревня | Высокое                    | Наволокское сельское поселение                |
| деревня | Высокое                    | Находское сельское поселение                  |
| деревня | Выставка                   | Тогодское сельское поселение                  |
| деревня | Галыженки                  | Морховское сельское поселение                 |
| деревня | Гора                       | Красноборское сельское поселение              |
| деревня | Городецкое                 | Морховское сельское поселение                 |
| деревня | Груздиха                   | Находское сельское поселение                  |
| деревня | Давыдово                   | Морховское сельское поселение                 |
| деревня | Демидово                   | Находское сельское поселение                  |
| деревня | Дол                        | Находское сельское поселение                  |
| деревня | Долгие Нивы                | Находское сельское поселение                  |
| деревня | Дуброво                    | Морховское сельское поселение                 |
| деревня | Дунаево                    | Красноборское сельское поселение              |
| деревня | Заборинка                  | Морховское сельское поселение                 |
| деревня | Загорье                    | Морховское сельское поселение                 |
| деревня | Зайцы                      | Морховское сельское поселение                 |
| деревня | Залесье                    | Находское сельское поселение                  |
| деревня | Замошье                    | Красноборское сельское поселение              |
| деревня | Замошье                    | Морховское сельское поселение                 |
| деревня | Заход                      | Морховское сельское поселение                 |
| деревня | Зехны                      | Морховское сельское поселение                 |
| деревня | Зуи                        | Тогодское сельское поселение                  |
| деревня | Ивановское (близ Лялино)   | Морховское сельское поселение                 |
| деревня | Ивановское (близ Щулакино) | Морховское сельское поселение                 |
| деревня | Ильинское                  | Красноборское сельское поселение              |
| деревня | Ильинское                  | Находское сельское поселение                  |
| деревня | Иструбище                  | Тогодское сельское поселение                  |
| деревня | Калинкино                  | Тогодское сельское поселение                  |
| деревня | Каменка                    | Наволокское сельское поселение                |
| деревня | Каменка                    | Находское сельское поселение                  |
| деревня | Карелкино                  | Морховское сельское поселение                 |
| деревня | Клевдино                   | Красноборское сельское поселение              |
| деревня | Кленовец                   | Морховское сельское поселение                 |
| деревня | Клины                      | Морховское сельское поселение                 |
| деревня | Клины                      | Тогодское сельское поселение                  |
| деревня | Корпово                    | Тогодское сельское поселение                  |
| деревня | Котицы                     | Находское сельское поселение                  |
| деревня | Красный Бор                | Красноборское сельское поселение              |
| деревня | Красный Клин               | Находское сельское поселение                  |
| деревня | Крутые Ручьи               | Тогодское сельское поселение                  |
| деревня | Крушинское                 | Тогодское сельское поселение                  |
| деревня | Кузёмкино                  | Наволокское сельское поселение                |
| деревня | Лехино                     | Красноборское сельское поселение              |
| деревня | Лосиная Голова             | Находское сельское поселение                  |
| деревня | Лыткино                    | Тогодское сельское поселение                  |
| деревня | Лялино                     | Морховское сельское поселение                 |
| деревня | Малашёво                   | Морховское сельское поселение                 |
| деревня | Малихово                   | Морховское сельское поселение                 |
| деревня | Малое Ельно                | Морховское сельское поселение                 |
| деревня | Мамоново                   | Находское сельское поселение                  |
| деревня | Меркушево                  | Морховское сельское поселение                 |
| посёлок | Мирный                     | Морховское сельское поселение                 |
| деревня | Морхово                    | Морховское сельское поселение                 |
| деревня | Наволок                    | Наволокское сельское поселение                |
| деревня | Наход                      | Находское сельское поселение                  |
| деревня | Нечаево                    | Морховское сельское поселение                 |
| деревня | Новая                      | Красноборское сельское поселение              |
| деревня | Новички                    | Наволокское сельское поселение                |
| деревня | Новосёлки                  | Морховское сельское поселение                 |
| деревня | Овсянниково                | Морховское сельское поселение                 |
| деревня | Орлово                     | Морховское сельское поселение                 |
| деревня | Осиновка                   | Морховское сельское поселение                 |
| деревня | Осипово                    | Морховское сельское поселение                 |
| деревня | Осцы                       | Морховское сельское поселение                 |
| деревня | Патрихово                  | Морховское сельское поселение                 |
| посёлок | Первомайский               | Наволокское сельское поселение                |
| деревня | Петрово                    | Красноборское сельское поселение              |
| деревня | Погост                     | Морховское сельское поселение                 |
| деревня | Подберезниково             | Морховское сельское поселение                 |
| деревня | Подберезье                 | Морховское сельское поселение                 |
| деревня | Подмолодье                 | Морховское сельское поселение                 |
| деревня | Подфильни                  | Красноборское сельское поселение              |
| деревня | Поляни                     | Находское сельское поселение                  |
| деревня | Пономарево                 | Тогодское сельское поселение                  |
| деревня | Поречье                    | Морховское сельское поселение                 |
| деревня | Потепалово                 | Морховское сельское поселение                 |
| деревня | Приют                      | Морховское сельское поселение                 |
| деревня | Пурыгино                   | Морховское сельское поселение                 |
| деревня | Пустошка                   | Морховское сельское поселение                 |
| деревня | Пустыньки                  | Красноборское сельское поселение              |
| посёлок | Радилово                   | Находское сельское поселение                  |
| деревня | Ратно                      | Находское сельское поселение                  |
| деревня | Рогозино                   | Тогодское сельское поселение                  |
| деревня | Ручейки                    | Красноборское сельское поселение              |
| деревня | Рябово                     | Тогодское сельское поселение                  |
| деревня | Самохвалово                | Морховское сельское поселение                 |
| деревня | Сельцо                     | Находское сельское поселение                  |
| деревня | Сидоровка                  | Находское сельское поселение                  |
| деревня | Силагино                   | Морховское сельское поселение                 |
| деревня | Соловьи                    | Морховское сельское поселение                 |
| деревня | Соломница                  | Морховское сельское поселение                 |
| деревня | Сопки                      | Красноборское сельское поселение              |
| деревня | Сопки                      | Находское сельское поселение                  |
| посёлок | Сопки                      | Красноборское сельское поселение              |
| деревня | Сотово                     | Морховское сельское поселение                 |
| деревня | Старое                     | Морховское сельское поселение                 |
| деревня | Старое                     | Тогодское сельское поселение                  |
| деревня | Стехново                   | Морховское сельское поселение                 |
| деревня | Стифоновка                 | Находское сельское поселение                  |
| деревня | Стрецово                   | Красноборское сельское поселение              |
| деревня | Сырмолотово                | Морховское сельское поселение                 |
| деревня | Сырмолоты                  | Находское сельское поселение                  |
| деревня | Тарыжино                   | Красноборское сельское поселение              |
| деревня | Тогодь                     | Тогодское сельское поселение                  |
| деревня | Тухомичи                   | Морховское сельское поселение                 |
| деревня | Удобы                      | Тогодское сельское поселение                  |
| деревня | Устье                      | Тогодское сельское поселение                  |
| деревня | Федулы                     | Находское сельское поселение                  |
| деревня | Филино                     | Находское сельское поселение                  |
| деревня | Фрюнино                    | Красноборское сельское поселение              |
| деревня | Хвоиново                   | Тогодское сельское поселение                  |
| город   | Холм                       | Холмское городское поселение                  |
| деревня | Хорошеевка                 | Морховское сельское поселение                 |
| деревня | Хотино                     | Тогодское сельское поселение                  |
| деревня | Чекуново                   | Наволокское сельское поселение                |
| посёлок | Чекуново                   | Наволокское сельское поселение                |
| деревня | Четовизня                  | Находское сельское поселение                  |
| деревня | Шавринка                   | Морховское сельское поселение                 |
| деревня | Шваино                     | Морховское сельское поселение                 |
| деревня | Шершнево                   | Морховское сельское поселение                 |
| деревня | Ширяево                    | Красноборское сельское поселение              |
| деревня | Щенки                      | Морховское сельское поселение                 |
| деревня | Щулакино                   | Морховское сельское поселение                 |
| деревня | Язовка                     | Тогодское сельское поселение                  |
| деревня | Ямищи                      | Находское сельское поселение                  |